# Stanisław Jerzy Lec

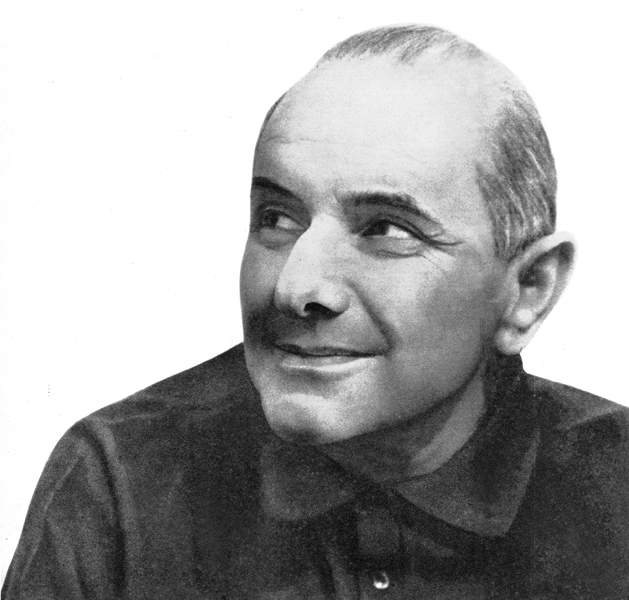
Stanisław Jerzy Lec

Stanisław Jerzy Lec (egentligen Baron Stanisław Jerzy de Tusch-Letz) född 6 mars 1909 i Lviv, död 7 maj 1966 i Warszawa, var en polsk författare och aforistiker. 

## Biografi
Lec föddes 6 mars 1909 i Lviv (som då tillhörde Österrike-Ungern under namnet Lemberg) som son till bankdirektören baron Benon de Tusch-Letz och Adela Safrin. Familjen flyttade till Wien vid det första världskrigets utbrott. Efter kriget återvände familjen till Lviv och 1927 påbörjade han studier i juridik vid Jan Kazimierz-universitetet.
Trots sin adliga härstamning hade Lec utpräglat vänsterinriktade åsikter, vilket gjorde att han fick problem med myndigheterna. Han medarbetade i flera socialistiska och satiriska tidskrifter och var redaktionsmedlem i en nystartad vänstertidskrift som snabbt blev förbjuden. Han grundade också en litterär kabaré tillsammans med författaren och vänsteraktivisten Leon Pasternak, men den stängdes av myndigheterna efter åtta föreställningar. 1934 flyttade han till Warszawa där han deltog i det livaktiga politiska och litterära livet. 1936 deltog han i den vänsterradikala Kulturarbetarkongressen i Lwów. Därefter flydde han till Rumänien i rädsla för att bli arresterad i Polen. Efter några månader kom han dock tillbaka till Warszawa där han fortsatte sin litterära och publicistiska verksamhet.
När Tyskland invaderade Polen i september 1939 flydde Lec till Lviv, som snart hamnade under sovjetisk ockupation. I Lviv samarbetade han aktivt med ockupationsmyndigheterna, bland annat skrev han under ett brev där ett antal polska författare välkomnade att västra Ukraina nu hade förenats med Ukrainska sovjetrepubliken. Han skrev också dikter, satiriska texter och artiklar som var helt i överensstämmelse med den sovjetiska politiska linjen, däribland den troligen första hyllningsdikten till Stalin på polska. 
När Tyskland invaderade Sovjetunionen 1941 övergick Lviv i tyska händer och Lec internerades i koncentrationslägret i Ternopil. År 1943 lyckades han fly därifrån; enligt en skildring blev han beordrad att gräva sin egen grav men lyckades döda lägervakten och kunde fly utklädd i dennes uniform. Därefter tog han sig till Warszawa där han anslöt sig till den kommunistiska delen av den underjordiska motståndsrörelsen. Han deltog i flera strider och ingick i redaktionen för två underjordiska tidningar. Senare blev han officer i den nya polska kommunistregeringens armé och tog avsked därifrån med majors grad. 
1946-1950 var Lec pressattaché vid den polska ambassaden i Wien. Efter meningsmotsättningar med det kommunistiska styret bosatte han sig i Israel med sin fru och två barn, men återvände till Polen efter två år. Tillbaka i Polen gifte han om sig. På grund av flykten från landet hade censuren belagt honom med publiceringsförbud, vilket gällde fram till den politiska liberaliseringen 1956. Under denna tid kunde han dock försörja sig som översättare.
I början av sin karriär var Lec mest känd som poet, och det var även så han såg på sig själv. Hans poesi hade visserligen aforistiska drag eftersom den ofta var kortfattad och byggde på pregnanta formuleringar och ordlekar, men det var inte förrän på 1950-talet som aforismen blev Lec viktigaste uttrycksform. Idag är han nästan uteslutande känd för aforismerna, som har getts ut under titeln Ofriserade tankar på ett drygt tiotal språk (däribland svenska).
Trots sin kritiska inställning till makthavarna fick Lec under slutet av sitt liv uppleva uppskattning även från officiellt håll. 1961 fick han ett stipendium från ZAiKS (den polska motsvarigheten till STIM), och 1966 tilldelades han Officerskorset av orden Polonia Restituta.

### Utgivet på svenska
- Ofriserade tankar: aforismer (i urval och översättning av Alexander Weiss) (FIB:s lyrikklubb, 1966)
- Ofriserade tankar: aforismer (översättning Jarema Bielawski [med elva andra]) (Ellerström, 2012)

### Övriga källor
Artikeln Stanisław Jerzy Lec (på polska) på Adam Mickiewiczinstitutets hemsida.
Artikeln Stanisław Jerzy Lec (på engelska) på portalen Virtual Shtetl